# Oranmore
Oranmore (irisch Órán Mór, bedeutet übersetzt „Große Quelle“) ist ein Vorort von Galway im County Galway in der Provinz Connacht in der Republik Irland mit 5819 Einwohnern (Stand 2022). Das ist ein sehr großer Zuwachs seit 1996, als es nur 1410 Bewohner waren. Er liegt am Ende der flach auslaufenden Galway Bay südlich des Flugplatzes von Carnmore, etwa neun Kilometer östlich von Galway.

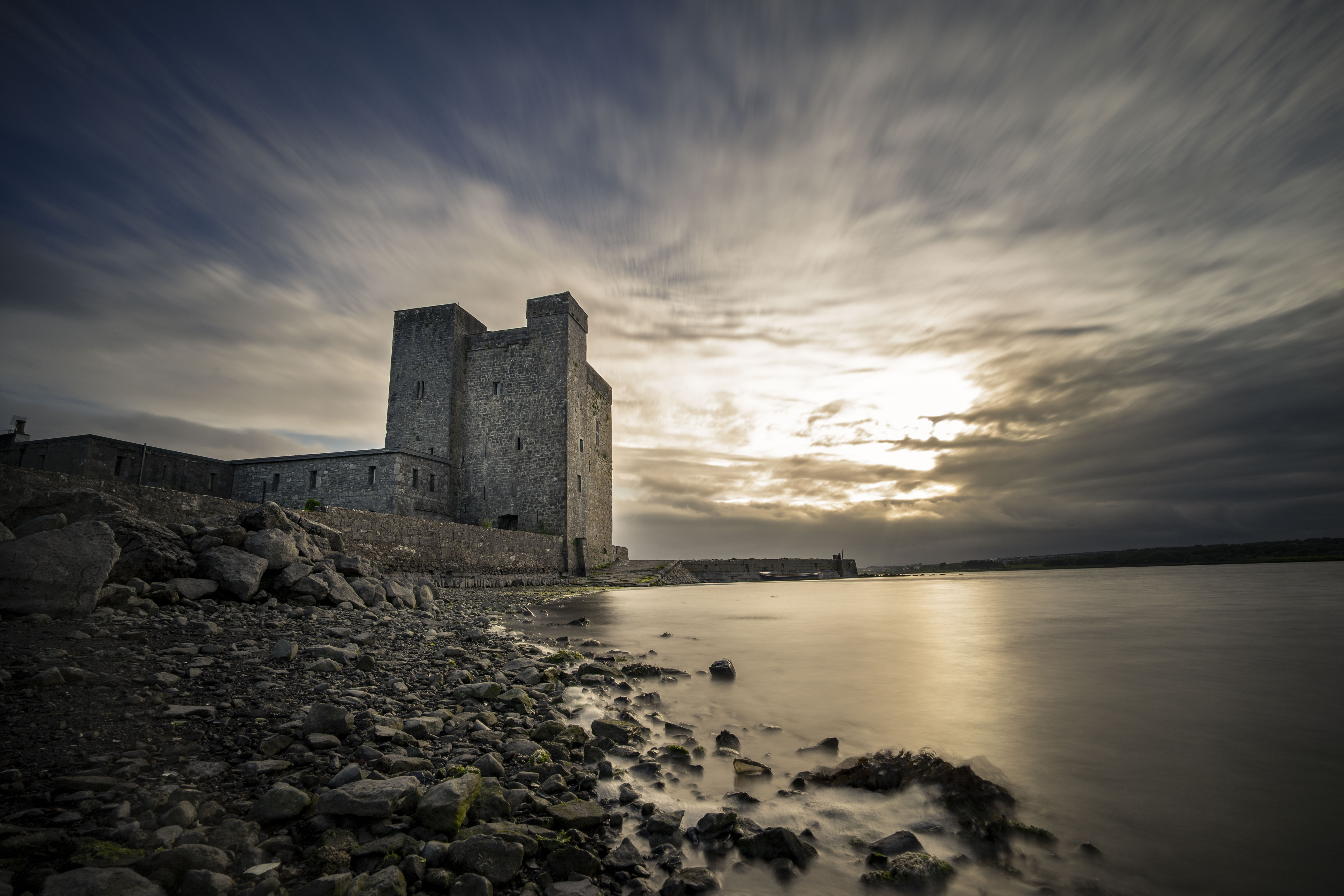
Oranmore Castle liegt westlich des Ortes

Mit seinen Wohngebieten wächst Oranmore langsam mit der Stadt Galway zusammen, während die großen Industrieparks um Oranmore herum dafür sorgen, dass die meisten Arbeitsplätze nicht mehr in der Landwirtschaft, sondern neben dem Tourismus auch in der Dienstleistungs-, Logistik- und den Fertigungsbranchen zu finden sind.
Der Galway Bay Sailing Club befindet sich in Renville, Maree in der Nähe von Oranmore.
Das Boulder Burial von Oranmore liegt westlich von Oranmore, nördlich der alten Straße von Dublin nach Galway. Das Portal Tomb von Ballynacloghy befindet sich etwa 30 m von der Ostküste der Bucht „Lackanaloy Creek“, etwa 8,0 km südwestlich von Oranmore.

## Persönlichkeiten
- Thomas Nicholas Redington, (1815–1862) irischer Politiker
- Joe Howley, irischer Unabhängigkeitskämpfer, der 1920 von britischen Soldaten getötet wurde. Eine Statue steht in Oranmore.